# Ortografia armènia reformada
Entre 1922 i 1924 es va posar en pràctica una reforma de l'alfabet armeni a la Unió Soviètica. Va ser rebutjada per les comunitat de la diàspora armènia, que en la seva major part parlen l'armeni occidental i continuen usant l'ortografia armènia clàssica. Tot i que és escassament utilitzada fora de la República d'Armènia i dels estats postsoviètics (especialment Geòrgia i Rússia), és l'ortografia oficial que es fa servir a la República d'Armènia.

## Història
| Examples            | Examples             |
| Ortografia clàssica | Ortografia reformada |
| ------------------- | -------------------- |
| Հայերէն             | Հայերեն              |
| Յակոբ               | Հակոբ                |
| բացուել             | բացվել               |
| քոյր                | քույր                |
| Սարգսեան            | Սարգսյան             |
| եօթ                 | յոթ                  |
| ազատութիւն          | ազատություն          |
| տէր                 | տեր                  |
| Արմէն               | Արմեն                |
| Արմինէ              | Արմինե               |
| խօսել               | խոսել                |
| Սարօ                | Սարո                 |
| թիւ                 | թիվ                  |
| Եւրոպայ             | Եվրոպա               |

Una de les polítiques més reeixides i significatives de la desapareguda Unió Soviètica va ser el creixement de l'alfabetització de la població general, que va començar als inicis de la dècada de 1920 i, molt probablement, va causar la reforma de l'ortografia de l'armeni. Aquesta reforma, junt amb diverses altres reformes, van resultar en una alfabetització de pràcticament el 90% de la població a inicis de la dècada de 1950. Tot i que l'ortografia de la llengua armènia va ser canviada per aquesta reforma, difícilment es pot caracteritzar aquest canvi com una simplificació. De fet, algunes altres nacions de la desapareguda Unió Soviètica van canviar completament la seva escriptura des de l'alfabet àrab (nacions de l'Àsia central) cap a l'alfabet llatí (Moldàvia cap a l'alfabet ciríl·lic). Tot i així, va ser un pas relativament progressista en l'esperit d'aquests desenvolupaments històrics en la mesura que no va frenar la capacitat de totes les nacions soviètiques desaparegudes de desenvolupar la seva literatura, la seva educació, recerca i ciència. L'ortografia original es coneix avui en dia com ortografia armènia clàssica (armeni: դասական ուղղագրութիւն dasakan uġġagrut'yun), i també es refereix a vegades com a ortografia de Maixtots(մաշտոցյան ուղղագրություն), anomenada així en honor de Mesrop Maixtots, l'inventor de l'alfabet armeni a l'any 405.

## Problemes polítics i socials
Des de l'establiment de la tercera República d'Armènia el 1991, hi ha hagut un moviment marginal en alguns cercles acadèmics armenis per reinstaurar l'ortografia clàssica com a política oficial a Armènia. Alguns membres de l'església armènia a Armènia també donen suport a l'ús de l'ortografia clàssica. Tot i així, ni els cercles oficials, o la població general, o les comunitats pedagògiques i científiques a Armènia veuen la necessitat o la lògica de revertir una reforma d'uns cent anys d'antiguitat i restaura les regles ortogràfiques antigues.

## Regulacions de l'ortografia reformada
Als casos on la pronunciació ha canviat en el curs del temps, s'hauria d'escriure, avui en dia, tal com es pronuncia. Aquest principi és rellevant per a les parelles de lletres յ/հ, ու/վ i els diftongs ոյ/ույ, եա/յա, եօ/յո, իւ/յու.
També es fan els canvis següents més complexos:
- El digraf ու /u/ esdevé una lletra completa i independent en el lloc 34è de l'alfabet.
- Les lletres «է» i «օ» s'es van esborrar de l'alfabet, però es van reinstaurar el 1940.[4] Des d'aleshores, s'escriuen només a l'inici d'una paraula o paraula composta. Dins d'una paraula s'usen, respectivament, «ե» i «ո». Les úniques excepcions són ով /ɔv/ «qui» i ովքեր /ɔvkʰɛɾ/ «aquells (persones)» i el temps present verbal de «ésser»: եմ /ɛm/ «sóc», ես /ɛs/ «ets», ենք /ɛnkʰ/ «som», եք /ɛkʰ/ «sou», են /ɛn/ «són».
- La lletra «ւ» deixa de ser una lletra independent, i apareix únicament com un component de «ու». Al seu lloc, s'escriu «վ».
- La lligadura «և» es va abolir inicialment, però el 1940 va esdevenir una lletra completa i independent al lloc 37 de l'alfabet. Algunes paraules escrites originalment amb «եվ» s'escriuen ara amb aquesta lletra.
- En l'ortografia del condicional, s'afegeix «կ» directament (sense un apòstrof entre les vocals o «ը» abans de consonants).